# Petite rivière des Savanes (rivière Sainte-Marguerite Nord-Est)
Pour les articles homonymes, voir Savane (homonymie).
La Petite rivière des Savanes est un affluent de la rivière Sainte-Marguerite Nord-Est traversant le territoire non-organisé du Lac-au-Brochet, dans la municipalité régionale de comté (MRC) du La Haute-Côte-Nord, dans la région administrative de la Côte-Nord, au Québec, au Canada.
Le cours de cette rivière traverse la zec Nordique et la zec Chauvin.
La principale route forestière de proximité dessert la vallée supérieure de la rivière des Escoumins, située du côté Est de la vallée de la Petite rivière des Savanes. Quelques routes forestières secondaires desservent la partie supérieure de cette vallée,,.
La foresterie constitue la première activité économique du secteur ; les activités récréotouristiques, en second.
La surface de la Petite rivière des Savanes est habituellement gelée de la fin novembre au début avril, toutefois la circulation sécuritaire sur la glace se fait généralement de la mi-décembre à la fin mars.

## Géographie
Les principaux bassins versants voisins du Petite rivière des Savanes sont :
- côté Nord : lac Gorgotton, lac des Cœurs ;
- côté Est : lac Edmond, rivière des Escoumins, fleuve Saint-Laurent ;
- côté Sud : rivière Sainte-Marguerite Nord-Est, rivière Sainte-Marguerite, rivière Saguenay ;
- côté Ouest : rivière Sainte-Marguerite Nord-Est, rivière Sainte-Marguerite[2].

La Petite rivière des Savanes prend sa source du lac Ti-Paul (longueur : 1,6 km ; altitude : 484 m). À partir du lac de tête, le cours de la Petite rivière des Savanes descend sur 9,9 km selon les segments suivants :
- 5,5 km vers le Sud, jusqu'à la décharge (venant du Nord-Est) d’un ensemble de lacs dont le Lac des Vieux et le Lac Edmond ;
- 2,9 km vers le Sud-Est dans une vallée encaissée traversant une zone de marais en fin de segment, jusqu'à la décharge (venant de l’Ouest) du Lac du Vingt-Quatre ;
- 1,5 km vers le Sud-Est en zone de marais en début de segment et en recueillant un ruisseau (venant du Nord-Est), jusqu'à l'embouchure de la rivière[2].

La petite rivière des Savanes se déverse sur la rive Nord de la rivière Sainte-Marguerite Nord-Est. De là, le courant suit cette dernière rivière jusqu’à se déverser dans la rivière Sainte-Marguerite qui coule vers les Sud jusqu’à la rive Nord de la rivière Saguenay. Cette dernière coule vers l’Est jusqu’à sa confluence avec la rive Nord-Ouest du fleuve Saint-Laurent.

## Toponymie
Le toponyme « Petite rivière des Savanes » a été officialisé le 8 octobre 1971 à la Banque des noms de lieux de la Commission de toponymie du Québec.